# Zambon
Zambon — итальянская компания, работающая в фармацевтической и химической промышленности с 1906 года. В настоящее время компанией управляет Елена Замбон, дочь основателя Гаэтано Замбона.

## Описание
Компания Zambon была основана в 1906 году в Виченце. В настоящее время штаб-квартира компании расположена в Брессо, провинция Милан.

Zambon ведёт бизнес на трёх континентах: в Европе, Южной Америке и Азии. В компании работает около 2600 человек в 15 странах, а её интегрированная организация состоит из промышленной холдинговой компании группы Zambon Company SpA, в которую входят Zach System (производство тонкой химии), Zambon SpA (фармацевтика) и Z-Cube (исследовательское предприятие).

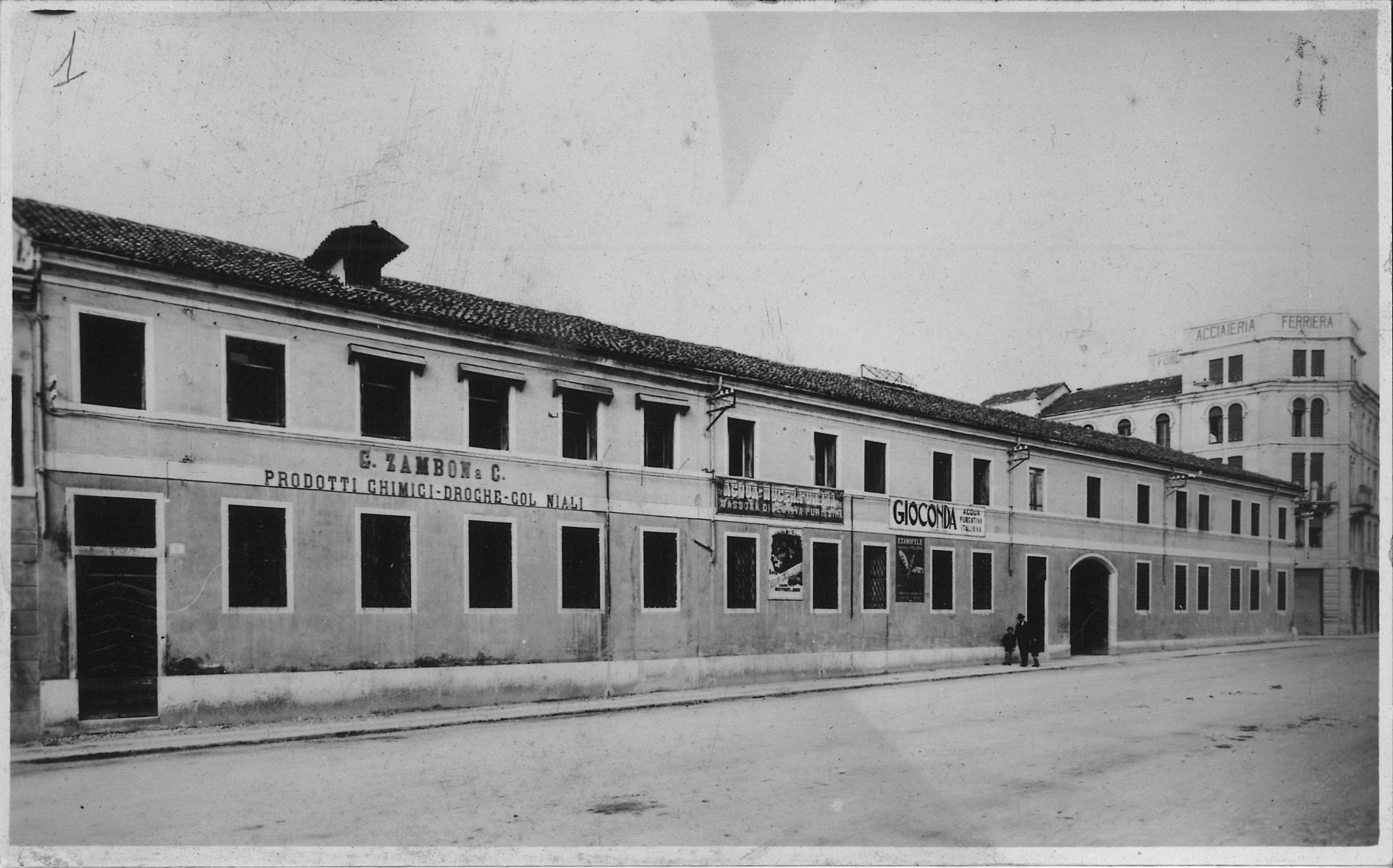
Первая штаб-квартира Zambon
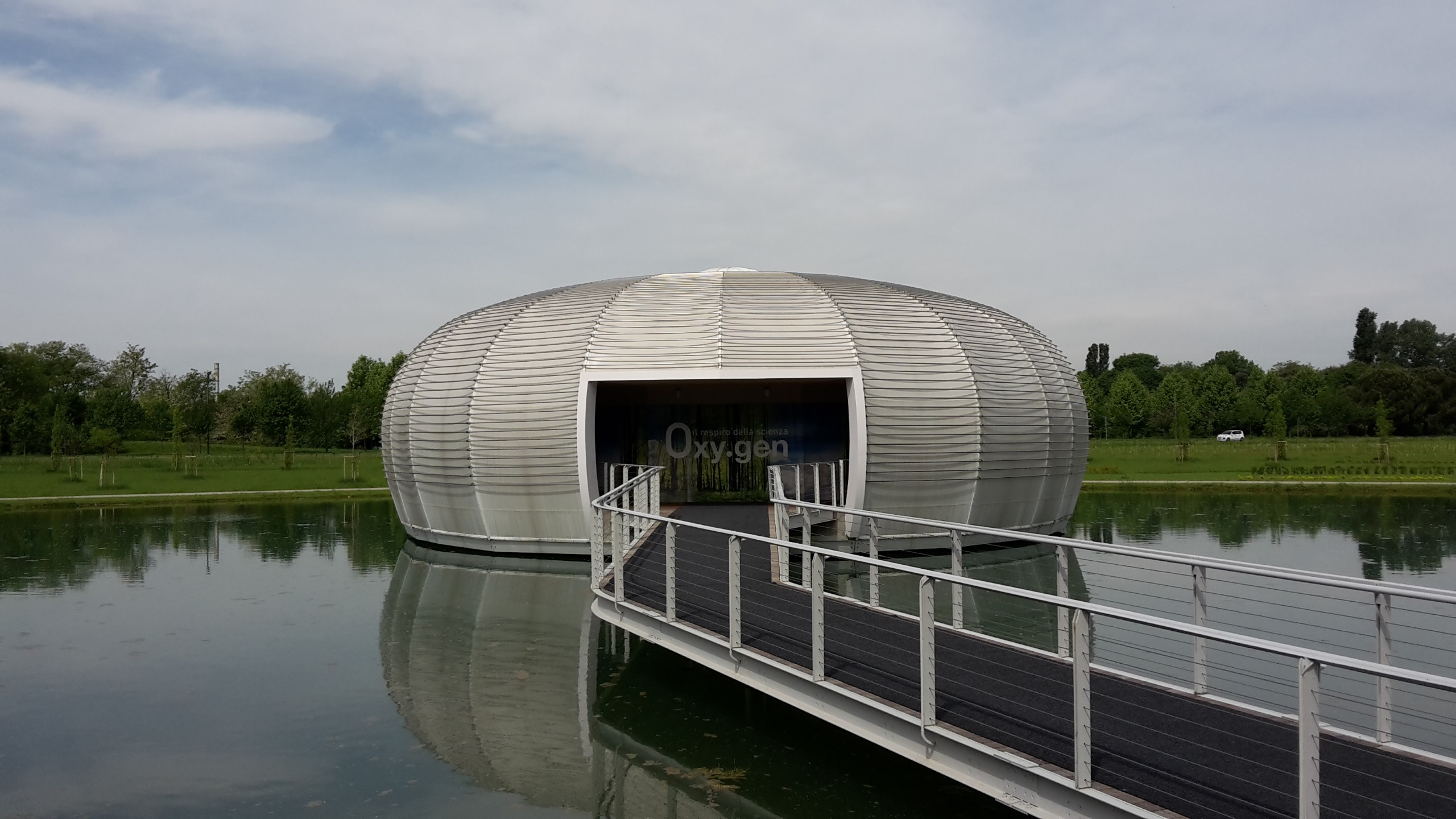
Павильон Oxy.gen на месте Брессо

## Бренды
- Анауран
- Анауретте
- Монурал
- Назаваль
- Ринофлуимуцил
- Фаспик
- Флуимуцил

## Ветви
- Италия
- Швейцария[10]
- Франция
- Бельгия
- Англия
- Германия
- Нидерланды
- Испания
- Португалия
- Россия[11]
- Бразилия
- Колумбия
- Китай
- Индия (в сотрудничестве с ModiMundi Pharma Pvt Ltd)
- Индонезия